# أندرو لويد ويبر
البارون أندرو لويد ويبر (22 مارس 1948 في لندن) هو ملحن إنجليزي.
بدأ حياته المهنية مع الموسيقى عام 1965 مع مقطوعة The Likes of Us، قام بتأليف وإنتاج الكثير من الموسيقى، كما ألف مقاطع موسيقية لفيلمين.

## سيرته
أندرو لويد ويبر هو ابن ويليام لويد ويبر الذي كان بروفيسور في الكلية الملكية للموسيقى. تلقى دروس الموسيقى من طرف والدته.
كانت أول زوجة تزوجها أندرو هي صراح هوغيل في 24 يوليو عام 1971 ورزقا بطفلين، إيموغن ونيكولاس. استمر هذا الزواج إلى غاية عام 1983 وهو تاريخ طلاقهما. زوجته الثانية هي الراقصة والممثلة سارة برايتمان الذي تزوج بها في 22 مارس عام 1984 لكنه طلقها عام 1990. زواجه الأخير كان في 1 فبراير عام 1991 مع مادليني غوردون وأنجبا ثلاثة أطفال.

## روابط خارجية
- أندرو لويد ويبر على موقع IMDb (الإنجليزية)
- أندرو لويد ويبر على موقع الموسوعة البريطانية (الإنجليزية)
- أندرو لويد ويبر على موقع مونزينجر (الألمانية)
- أندرو لويد ويبر على موقع ألو سيني (الفرنسية)
- أندرو لويد ويبر على موقع ميوزك برينز (الإنجليزية)
- أندرو لويد ويبر على موقع تيرنر كلاسيك موفيز (الإنجليزية)
- أندرو لويد ويبر على موقع أول موفي (الإنجليزية)
- أندرو لويد ويبر على موقع قاعدة بيانات برودواي على الإنترنت (الإنجليزية)
- أندرو لويد ويبر على موقع قاعدة بيانات الأفلام السويدية (السويدية)
- أندرو لويد ويبر على موقع إن إن دي بي (الإنجليزية)